# Lista de estados dos Estados Unidos por fuso horário
Esta é uma lista dos estados dos Estados Unidos por fuso horário. A maioria dos estados possui o horário de verão com exceção dos estados de Arizona e Havaí.
Estes são os fusos horários que englobam os Estados Unidos e suas possessões:
- UTC +10 - Chamorro Standard Time
- UTC -11 - Samoa Standard Time
- UTC -10 - Hawaii-Aleutian Standard Time (HST)
- UTC -9 - Alaska Standard Time (AST)
- UTC -8 - Pacific Standard Time (PST)
- UTC -7 - Mountain Standard Time (MST)
- UTC -6 - Central Standard Time (CST)
- UTC -5 - Eastern Standard Time (EST)
- UTC -4 - Atlantic Standard Time (AST)

## Lista
- Alabama: UTC-6 CST
- Alasca:
  - Maior parte do estado: UTC-9 AST
  - Ilhas Aleutas (oeste de 169° 30' O): UTC-10 HST
- Arizona: UTC-7 MST sem horário de verão
- Arkansas: UTC-6 CST
- Califórnia: UTC-8 PST
- Carolina do Norte: UTC-5 EST
- Carolina do Sul: UTC-5 EST
- Colorado: UTC-7 MST
- Connecticut: UTC-5 EST
- Dakota do Norte
  - Maior parte do estado: UTC-6 CST
  - Oeste do Rio Missouri (exceto os condados de Morton e Oliver e parte dos condados de Dunn, McKenzie e Sioux: UTC-7 MST
- Dakota do Sul
  - Metade leste do estado: UTC-6 CST
  - Metade oeste do estado: UTC-7 MST
- Delaware: UTC-5 EST
- Flórida
  - Península da Flórida: UTC-5 EST
  - Outras partes: UTC-5 EST
    - Oeste do Rio Apalachicola: UTC-6 CST
- Geórgia: UTC-5 EST
- Guam: UTC+10 sem horário de verão (Chamorro Standard Time)
- Havaí: UTC-10 HST sem horário de verão
- Idaho:
  - Parte em: UTC-8 PST (norte do Rio Salmon, que é entre a fronteira do estado de Oregon e dos condados de Idaho e Lemhi; oeste do Condado de Idaho/Lemhi, que é entre o Rio Salmon e a fronteira com o estado de Montana)
  - Resto do estado: UTC-7 MST
- Ilhas Virgens Americanas: UTC-4 AST sem horário de verão
- Illinois: UTC-6 CST
- Indiana
  - Maior parte do estado: UTC-5
  - Cantos noroeste e sudoeste: UTC-6 CST
- Iowa: UTC-6 CST
- Kansas
  - Maior parte do estado: UTC-6 CST
  - Condados de Greeley, Hamilton, Sherman e Wallace: UTC-7 MST
- Kentucky
  - Metade leste do estado: UTC-5 EST
  - Metade oeste do estado: UTC-6 CST
- Louisiana: UTC-6 CST
- Maine: UTC-5 EST
- Maryland: UTC-5 EST
- Massachusetts: UTC-5 EST
- Michigan
  - Maior parte do estado: UTC-5 EST
  - Condados que fazem fronteira com Wisconsin: UTC-6 CST
- Minnesota: UTC-6 CST
- Mississippi: UTC-6 CST
- Missouri: UTC-6 CST
- Montana: UTC-7 MST
- Nebraska
  - Maior parte do estado: UTC-6 CST
  - Condados com Colorado como fronteira ocidental: UTC-7 MST
- Nevada: UTC-8 PST
- New Hampshire: UTC-5 EST
- Nova Jersey: UTC-5 EST
- Novo México: UTC-7 MST
- Nova Iorque: UTC-5 EST
- Ilhas Marianas do Norte: UTC +10 sem horário de verão (Chamorro Standard Time)
- Ohio: UTC-5 EST
- Oklahoma: UTC-6 CST
- Oregon
  - Maior parte do estado: UTC-8 PST
- Pensilvânia: UTC-5 EST
- Porto Rico: UTC-4 AST sem horário de verão
- Rhode Island: UTC-5 EST
- Samoa Americana: UTC-11 sem horário de verão (Samoa Standard Time)
- Tennessee
  - Leste, exceto Condado de Marion: UTC-5 EST
  - Centro e Condado de Marion: UTC-6 CST
  - Oeste: UTC-6 CST
- Texas
  - Maior parte do estado: UTC-6 CST
  - El Paso e Hudspeth e parte do Condado de Culberson: UTC-7 MST
- Utah: UTC-7 MST
- Virgínia: UTC-5 EST
- Virgínia Ocidental: UTC-5 EST
- Vermont: UTC-5 EST
- Washington: UTC-8 PST
- Washington, DC: UTC-5 EST
- Wisconsin: UTC-6 CST
- Wyoming: UTC-7 MST